# Treinador pessoal

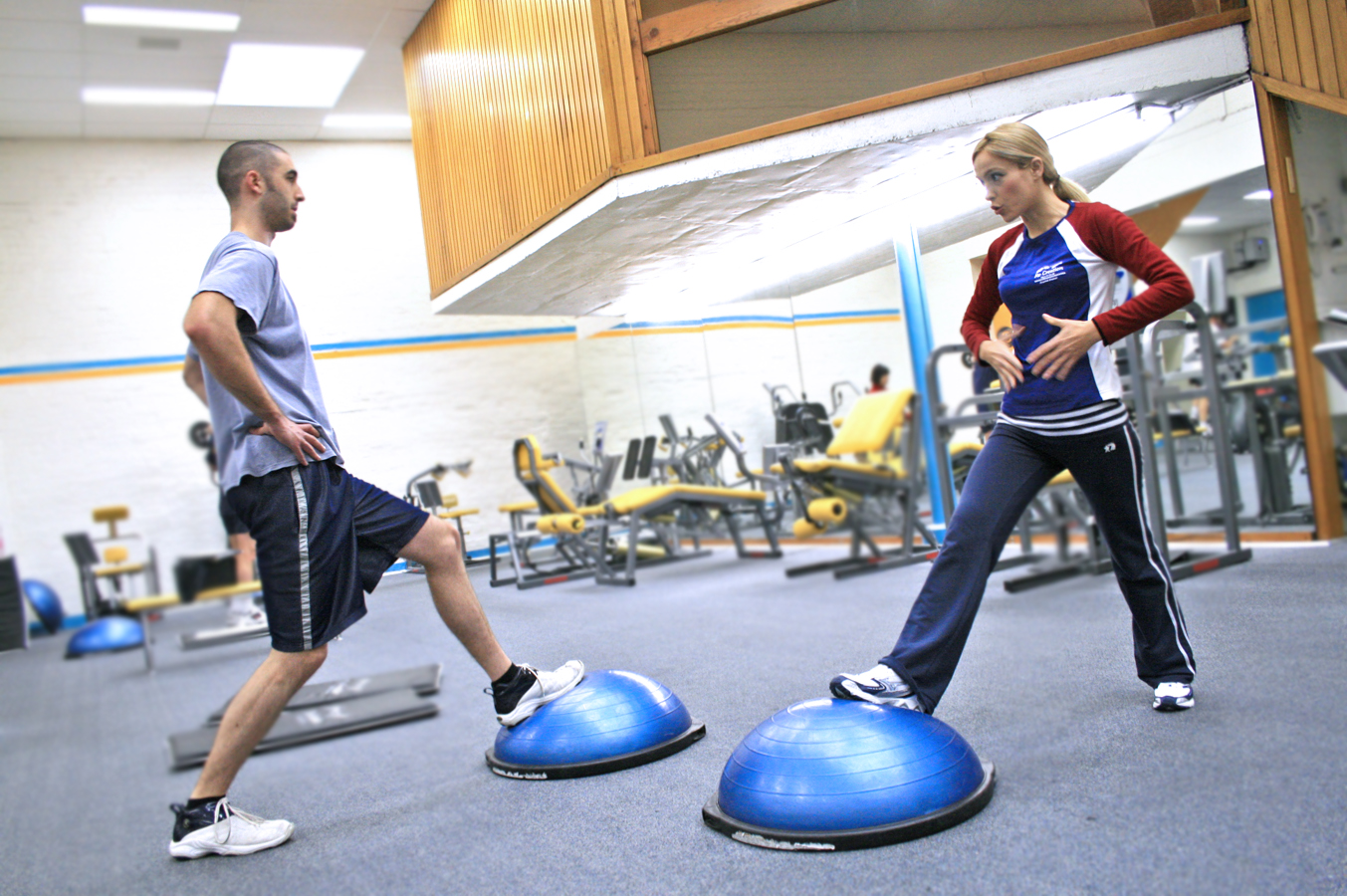
Treinadora pessoal em atividade.

Treinador pessoal (do inglês personal trainer) é um profissional que deve ter uma formação em educação física, que está capacitado a ministrar e supervisionar os treinamentos seguindo os objetivos de quem o contrata e respeitando os princípios básicos do treinamento.
No Brasil, o treinador pessoal precisa ser formado em educação física e estar registrado no Conselho Regional de Educação Física. Poderá seguir diversas áreas da educação física, tais como: musculação, yoga, pilates, dança, alongamento, corrida, triatlon, fitness, artes marciais, esportes coletivos, reabilitação musculoesquelética e cardíaca entre outros.
Sua atuação não está restrita a academias ou clubes. Poderá se desenvolver também em praças, residências ou condomínios. O trabalho do treinador pessoal pode ser complementado e obterá melhores resultados, se for simultaneamente desenvolvido com outras áreas da saúde, a saber: nutrição, fisioterapia e cardiologia.